# Paula Dufter
Paula Dufter (* 29. August 1950 in Inzell) ist eine ehemalige deutsche Eisschnellläuferin.

## Werdegang
Dufter, die für den DEC Inzell startete, nahm von 1966 bis 1985 an nationalen Wettbewerben teil und wurde im Jahr 1968 deutsche Juniorenmeisterin sowie in den Jahren 1969 und 1970 deutsche Meisterin im Mini-Mehrkampf. Zudem siegte sie bei deutschen Meisterschaften im Jahr 1970 im Sprint-Mehrkampf. International startete sie von 1966 bis 1973. Dabei gewann sie in der Saison 1967/68 bei der 3-Bahnen-Tournee in Inzell im Mini-Mehrkampf und belegte bei den Olympischen Winterspielen 1968 in Grenoble den 30. Platz über 1500 m sowie den 19. Rang über 3000 m. In der Saison 1969/70 kam sie in West Allis bei der Mehrkampf-Weltmeisterschaft 1970 auf den 19. Platz im Mini-Mehrkampf und bei der Sprintweltmeisterschaft 1970 auf den 23. Platz. Zudem errang sie bei der Mehrkampfeuropameisterschaft 1970 in Heerenveen den 25. Platz im Mini-Mehrkampf. Im folgenden Jahr erreichte sie bei der Sprintweltmeisterschaft 1971 in Inzell den 29. Platz. In der Saison 1971/72 belegte sie bei den Olympischen Winterspielen 1972 in Sapporo den 16. Platz über 1000 m, den 15. Rang über 1500 m sowie den 12. Platz über 500 m und bei der Mehrkampfeuropameisterschaft 1972 in Inzell den 20. Platz im Mini-Mehrkampf. Letztmals international startete sie bei den Juniorenweltmeisterschaften 1973 in Assen, wobei sie den 20. Platz im Mini-Mehrkampf errang.

## Erfolge

### Olympische Spiele
- 1968 Grenoble: 19. Platz 3000 m, 30. Platz 1500 m
- 1972 Sapporo: 12. Platz 500 m, 15. Platz 1500 m, 16. Platz 1000 m

### Mehrkampf-Weltmeisterschaften
- 1970 West Allis: 19. Platz Mini-Mehrkampf

### Sprint-Weltmeisterschaften
- 1970 West Allis: 23. Platz Sprint-Mehrkampf
- 1971 Inzell: 29. Platz Sprint-Mehrkampf

### Mehrkampf-Europameisterschaften
- 1970 Heerenveen: 25. Platz Mini-Mehrkampf
- 1972 Inzell: 20. Platz Mini-Mehrkampf

## Persönliche Bestleistungen
| Disziplin | Zeit        | Datum             | Ort    |
| --------- | ----------- | ----------------- | ------ |
| 500 m     | 45,05 s     | 18. Dezember 1971 | Inzell |
| 1000 m    | 1:32,32 min | 1. Januar 1972    | Inzell |
| 1500 m    | 2:24,38 min | 15. Januar 1972   | Inzell |
| 3000 m    | 5:18,97 min | 19. Dezember 1971 | Inzell |